# Корейские доспехи

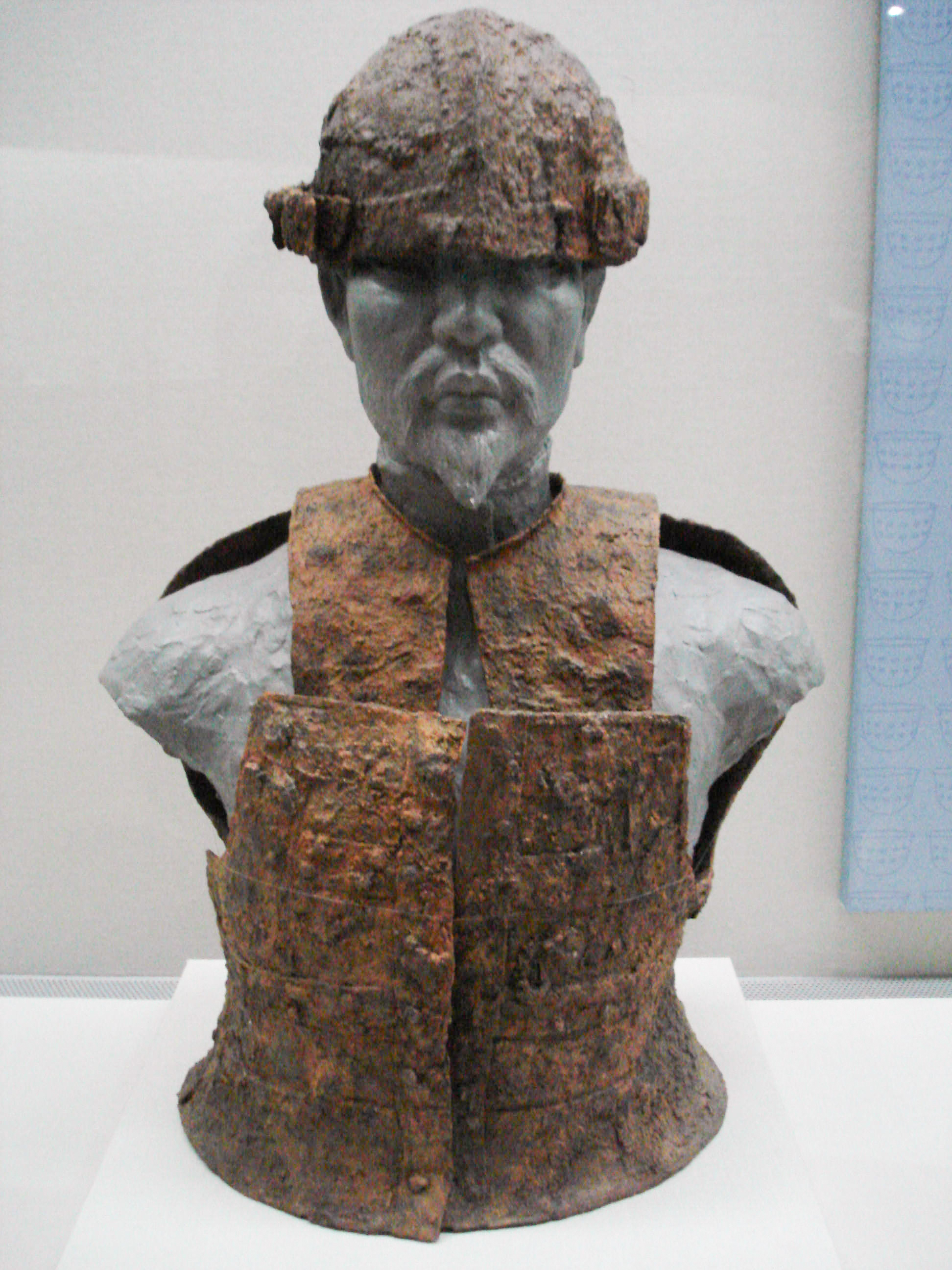
Кая доспехи и шлем (5 век)

Корейские доспехи - это доспехи, которые традиционно использовались в древние времена корейцами, теми, кто сражался в Корее и от её имени, или корейцами, сражавшимися за границей. В зависимости от тактической ситуации, корейские доспехи также включали в себя конскую броню и другие виды раннеантибаллистических доспехов до 20-го века.

## История

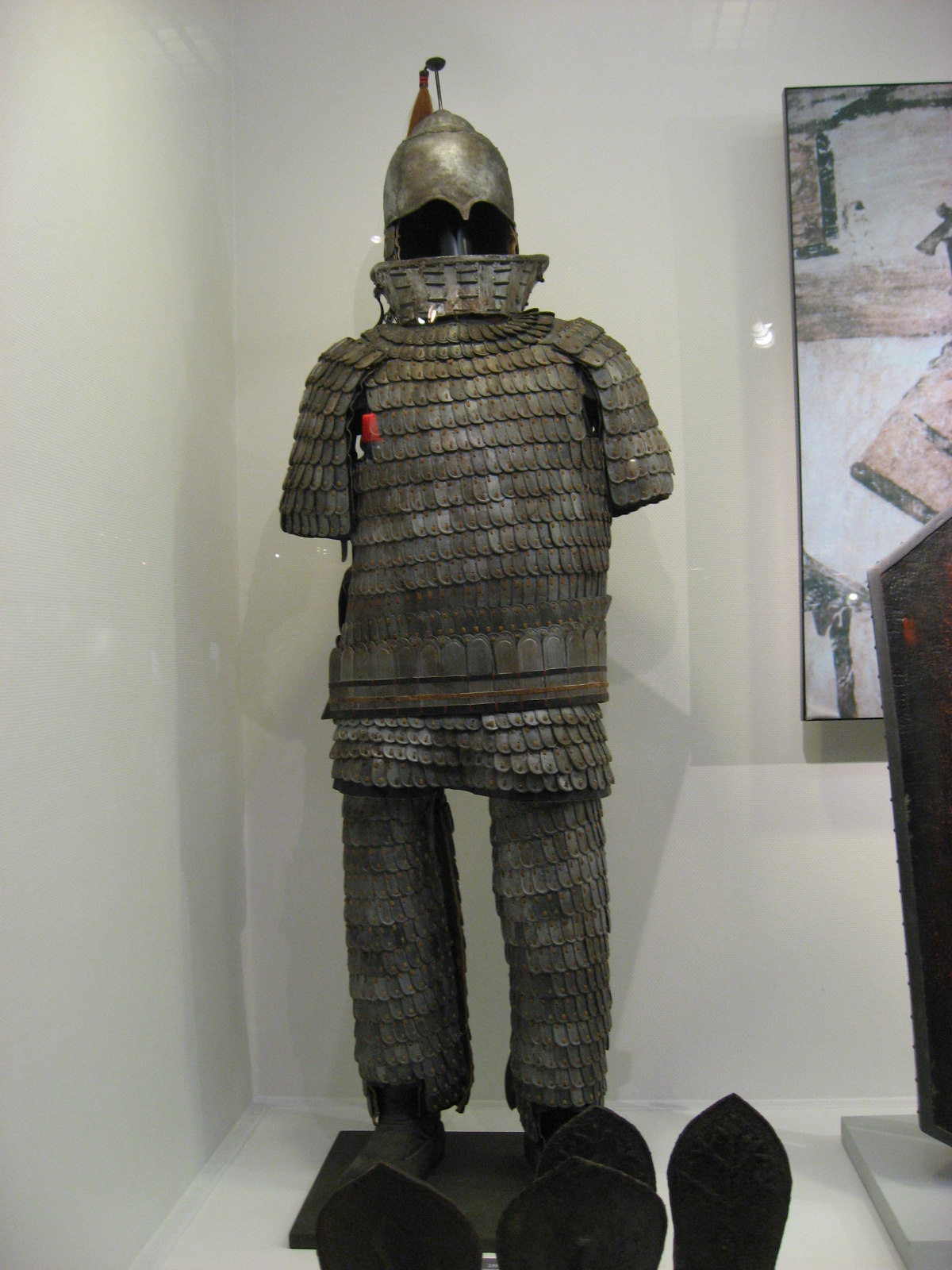
Корейские доспехи

Корейская броня была в основном сосредоточена на защите от ракетной войны, поскольку гористая местность делала полевые сражения относительно редкими по сравнению с другими странами; взятие укреплений было типичным способом ведения войны. Металлическая броня была относительно широко распространена в период трёх корейских государств из-за постоянной войны, но её использование уменьшилось, когда Корея была объединена. При династии Чосон обычные провинциальные войска были снабжены мягкой бронёй, в то время как центральные подразделения могли позволить себе металлическую броню.
Корейская война часто основывалась на суровой местности и огневой мощи, навязываемой противнику с высоты земли, обычно в виде составных луков и более поздних пороховых орудий, в то время как превосходство кавалерии поддерживалось против постоянных набегов чжурчжэней во время династии Чосон. Борясь с гораздо более крупными силами, такими как Китай и Япония, корейцы предпочитали мобильность и дальнобойную тактику, которая ограничивала опору на сильно бронированные подразделения, несмотря на сильное включение рукопашного боя.
Корейские доспехи периода трёх корейских государств состояли из двух основных стилей: ламеллярный доспех, разделяющие стиль китайских доспехов того времени, и доспехи степных полчищ и доспехи, найденные на территории племенного союза Кая и его окрестностях. Пластинки ламеллярных доспехов делались из твердых материалов: железа, стали, бронзы, кожи, рога, камня, кости или более экзотических материалов. 
В более поздние периоды корейские доспехи также включали в себя бригантины, кольчугу и чешуйчатые доспехи. Из-за стоимости железных и стальных изделий, которые часто было слишком дорогими для крестьянских призывников, шлемы не всегда были полностью стальными, и кожаные шлемы не были редкостью.

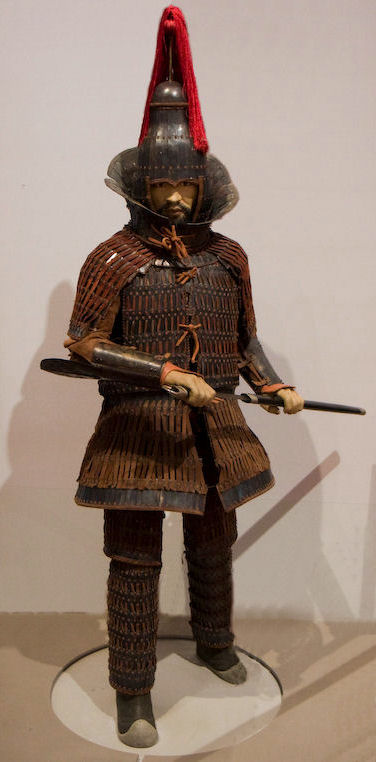
доспехи из Кая

Корейские доспехи, сверху донизу, обычно состояли из шлема, тяжёлого основного доспеха с наплечниками или защитой плеч и подмышек, защитой ног (дополненных длинным подолом, играющим роль набедренник от основного доспеха), защиты паха и защиты конечностей. Что касается вооружения, корейские военные использовали тяжёлую пехоту, вооружённую мечами или копьями, а также щиты, пикинёры, лучники, арбалетчики и универсальную тяжёлую кавалерию, способную к стрельбе из лука. Корейские военно-морские силы использовали тяжёлых деревянных щиты как средство защиты персонала на верхних палубах корейских кораблей. Предполагается, что в период правления при Монгольской империи, в Корее (конец династии Корё) начался период ряда изменений в вооружённых силах, некоторые из которых пережили эпоху Чосон, последовавшую за концом династии Корё в 1392 году. Японские гравюры показывают корейских/монгольских воинов во время двух монгольских нашествий в Японию (1274 г. и 1281 г), состоящих в основном из призывников из Кореи и Китая, со щитами и элементами брони в монгольском стиле. Щиты, похоже, не сохранялись как влияние, но примеры корейских доспехов эпохи Чосон часто показывают ряд изменений принятых в монгольский период.
После расцвета династии Чосон в корейских доспехах произошли изменения в основном использовались: кольчуга, кольчато-пластинчатый доспех и ламеллярный доспех и главным образом бригантина.

## Период трёх корейских государств

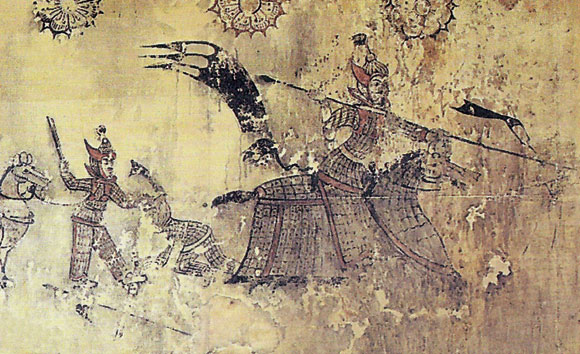
Солдат Когурё

Лучше всего сохранившиеся доспехи периода трёх корейских государств происходят почти исключительно из Кая. Доспехи из Кая являются лучшими латными доспехами с древних времен, соперничающей с доспехами Средиземноморского бассейна того же периода. Эти латные доспехи в стиле Кая подразделяются на три типа: первый изготавливается путём соединения вертикальных стальных полос в единую пластину, второй - путём объединения горизонтальных полос, а третий - из соединения небольших треугольных стальных элементов. Первый тип встречается в Кая и Силла, в то время как большинство примеров для двух других встречаются в Кая, но некоторые были найдены в северной части Пэкче. Подобные стили были также найдены на Кюсю и Хонсю в Японии.
Доспехи Когурё представляли собой ламеллярные доспехи, сделанные из маленьких стальных пластин, сплетённых вместе шнуром. Древние гробницы района Джоксаем в Хванго-доне, Кёнджу, Кёнсан-Пукто обнаружили первый пример в 2009 году. Фрески Когурё, найденные в Северной Корее, также проливают свет на то, как выглядят доспехи Когурё.

## Доспехи династии Чосон

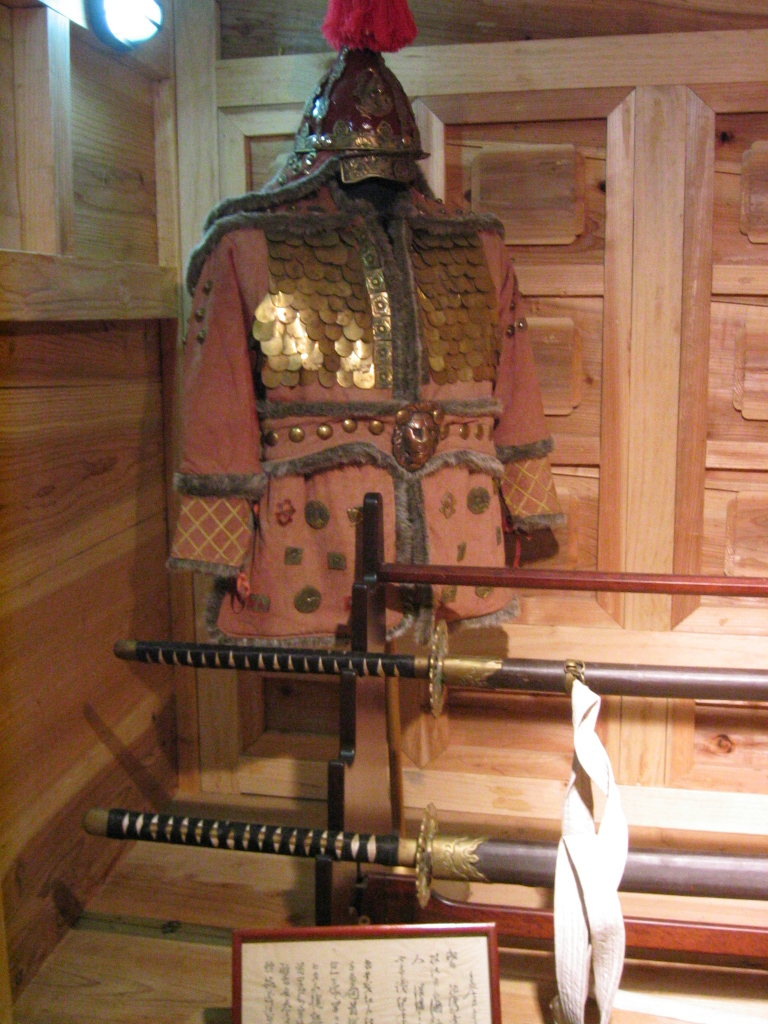
Доспехи из битвы при Данхангпо

Доспехи династии Чосон можно разделить примерно на два периода времени: ранняя династия (ок. 15-16 вв.) И поздняя династия (ок. 17-19 вв.). Точная точка перехода от ранних доспехов к поздним династиям все ещё не решена, но, она похоже где-то около, японского вторжения в Корею (1592–1598 гг.) И маньчжурского вторжения в Корею, только двух тотальных войн, с которыми Корея столкнулась во время династии Чосон. В течение обоих периодов, мягкий доспех (eomshimgap, хангыль:엄심갑, ханьча:掩心甲) был популярен среди простых солдат, так как при династии Чосон требовалось, чтобы крестьянские призывники предоставляли своё снаряжение, а мягкие доспехи предлагали защиту тела по низкой цене. Металлическая броня использовалась в основном в военных частях, расположенных в столице, которые формировали главную ударную силу сухопутных войск династии Чосон.
В ранней период династии Чосон по-прежнему использовались кольчуга и кольчато-пластинчатый доспех, использовавшиеся в поздний период династии Корё, в то время как ламеллярные доспехи, традиционная форма корейских доспехов, также сохранялась под влиянием монголов. Полный набор металлических доспехов состоял из шлема, очень похожего на европейский капеллина с прикреплённой кольчужной или ламеллярной защитой шеи, доспеха, спускающегося до бёдер или колен, и набора наплечников.
В конце династии бригантина стала основной корейской металлической бронёй и часто доходила по длине ниже колен, и шлем приобретал коническую форму. Остальное не сильно изменились, так как династия не переживала никакой войны после маньчжурских нашествий. В середине 19-го века, однако, была предпринята попытка разработать противобаллистическую броню, изготовленную путём сшивания листов тканей вместе с хлопком и объединения их в толстый жилет, в ответ на подавляющую огневую мощь винтовок, выпущенных западными державами, такими как Франция и США. Хотя эта попытка частично соответствовала существующему способу изготовления противобаллистических жилетов, она, похоже, не оказалась эффективной.